# Miliá (Ioánnina)
Pour les articles homonymes, voir Milia.
Miliá, en grec moderne : Μηλιά, est un village et un ancien dème du district régional d'Ioánnina, en Épire, Grèce. Depuis 2010, il est fusionné au sein du dème de Métsovo.
Selon le recensement de 2011, la population du dème et du village compte 396 habitants.